# Rutledge (Alabama)
Rutledge é uma cidade  localizada no estado americano de Alabama, no Condado de Crenshaw.

## Demografia
Segundo o censo americano de 2000, a sua população era de 476 habitantes.
Em 2006, foi estimada uma população de 508, um aumento de 32 (6.7%).

## Geografia
De acordo com o United States Census Bureau, a localidade tem uma área de 8,6 km², sem área coberta por água.

## Localidades na vizinhança
O diagrama seguinte representa as localidades num raio de 32 km ao redor de Rutledge.